# Campionati europei di slittino 1979
I Campionati europei di slittino 1979 sono stati la 26ª edizione della competizione.
Si sono svolti a Oberhof, in Germania dell'Est.

## Medagliere
| Pos.   | Nazione      | Oro | Argento | Bronzo | Totale |
| ------ | ------------ | --- | ------- | ------ | ------ |
| 1      | Germania Est | 3   | 3       | 2      | 8      |
| 2      | Italia       | 0   | 0       | 1      | 1      |
| Totale | Totale       | 3   | 3       | 3      | 9      |

## Podi
| Evento            | Oro                                  | Argento                | Bronzo                        |
| Singolo Maschile  | Hans Rinn                            | Detlef Günther         | Bernhard Glass                |
| Singolo Femminile | Melitta Sollmann                     | Ilona Brand            | Margit Schumann               |
| Doppio            | Bernd Oberhoffner Jörg-Dieter Ludwig | Hans Rinn Norbert Hahn | Karl Brunner Peter Gschnitzer |